# Võlumäe
Võlumäe este o arie protejată (arie specială de conservare — SAC, sit de importanță comunitară — SCI) din Estonia întinsă pe o suprafață de 17,1 ha, integral pe uscat.

## Localizare
Centrul sitului Võlumäe este situat la coordonatele 59°20′07″N 26°36′13″E / 59.3353°N 26.6037°E.

## Înființare
Situl Võlumäe a fost declarat sit de importanță comunitară în aprilie 2004 pentru a proteja 1 specie de plante. Situl a fost protejat și ca arie specială de conservare în august 2004.

## Biodiversitate
Situată în ecoregiunea boreală, aria protejată conține 2 habitate naturale: Taiga vestică, Păduri fino-scandinave bogate în ierburi cu Picea abies.
La baza desemnării sitului se află o specie protejată de  plante: mușchi (Dicranum viride).